# Vermuren
Unter Vermuren versteht man das Verankern eines Schiffes mit zwei Ankern.

## Technik

Vermuren

Das Schiff wird normal mit dem Hauptanker bei doppelter Kettenlänge (ungefähr das Sechs- bis Zehnfache der Wassertiefe) verankert. Als Nächstes fährt man im Rückwärtsgang mit dem Strom, beziehungsweise dem Wind, bis der Anker hält. Anschließend wird der Heckanker verankert und man holt ungefähr die Hälfte der Kette des Bugankers wieder ein. Auf diese Weise verkleinert sich der Schwojradius des Schiffes erheblich.

## Szenario
Dieses Ankermanöver wird eingesetzt, wenn man damit rechnet, dass Wind oder Strömung – etwa bedingt durch Gezeiten oder in Fließgewässern – drehen. Im Idealfall wird beim Vermuren immer nur einer der beiden Anker belastet.